# Dos años al pie del mástil

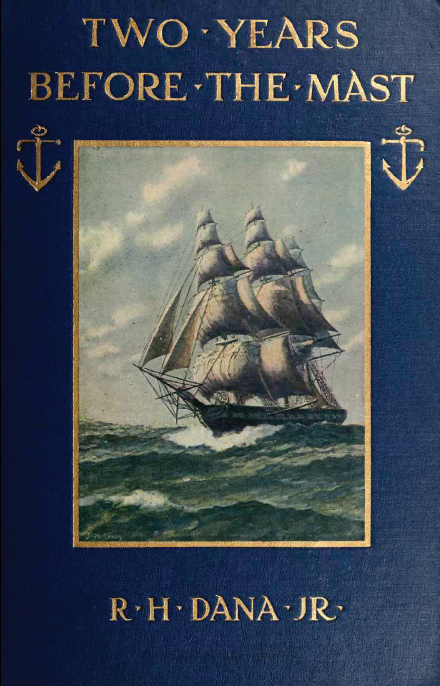
Portada de la edición estadounidense de 1911

Dos años al pie del mástil es un libro autobiográfico escrito por el autor norteamericano Richard Henry Dana, Jr. tras un viaje de dos años por mar comenzado en 1834.

## Introducción

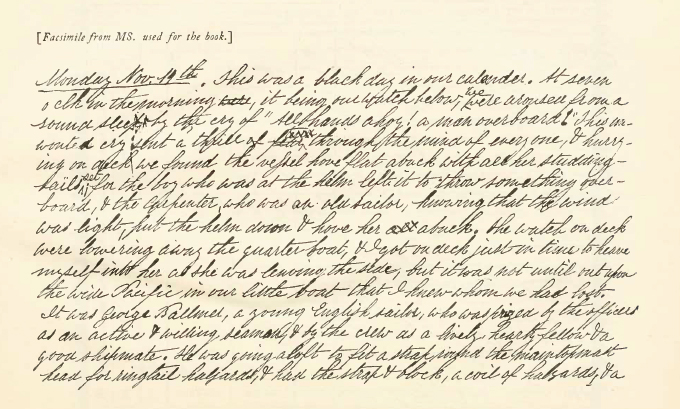
Manuscrito del comienzo del capítulo VI, de mano de Richard Henry Dana

El título original en inglés, Two Years Before the Mast significa literalmente ‘Dos años ante el palo’ o ‘Dos años en el castillo de proa’ y se refiere a que los marineros vivían a proa del buque, en el castillo de proa, mientras que la oficialidad vivía a popa donde la marinería, en general, tenía el acceso prohibido o restringido. Existen varias traducciones publicadas en español con el título Dos años al pie del mástil aunque el significado del título original es más bien ‘Dos años de marinero’.
Siendo estudiante en la universidad de Harvard Dana sufrió un ataque de sarampión que le afectó a la vista. Siendo algo inconformista, decidió dejar los estudios y enrolarse como marinero. En el buque Pilgrim (180 toneladas, 26,4 m de eslora) viajó a California doblando el cabo de Hornos, y retornó a Massachusetts dos años después a bordo del Alert, que volvió de California antes que el Pilgrim.
Durante todo el viaje mantuvo un diario y tras su vuelta escribió Dos años al pie del mástil, que fue publicado en 1840, el mismo año en que el autor se examinó de abogado. Su intención no era escribir un libro de aventuras sino, sobre todo, describir la dura vida de los marineros y lo mal que eran tratados. El libro pronto se convirtió en un éxito de ventas.
Dana tenía una conciencia social que más tarde le impulsó a convertirse en activista contra la esclavitud, y ayudó a fundar un partido antiesclavista.

## El viaje
El viaje narrado tiene lugar entre 1834 y 1836, y en la narración Dana hace una descripción fiel de la vida de los marineros. Zarpa de Boston y, doblando el cabo de Hornos, llega a California cuando California todavía era una remota tierra mexicana y San Diego, Los Ángeles y San Francisco no eran más que unos pequeños poblados de casas bajas. Relata sus desembarcos en cada uno de los puertos tal y como eran entonces.
El propósito de la expedición era el intercambio de bienes producidos en la costa este por pieles de vaca. Aprendió algo de español y sirvió de intérprete. Hizo amistad con un marinero hawaiano al que más tarde salvó la vida cuando el capitán, racista, le hubiera dejado morir.
Dana pasó una temporada en San Francisco preparando las pieles de vaca para el viaje de vuelta, pero finalmente se volvió en el buque Alert que volvió a Nueva Inglaterra antes que el Pilgrim.
En el viaje de vuelta, describe las aterradoras condiciones del invierno antártico con sus tormentas y el escorbuto que aflige a la tripulación. Herman Melville dijo que era la mejor descripción de la vuelta del cabo de Hornos en invierno.
Al descubrirse oro en California en 1849, este era uno de los pocos libros en existencia que describían California, lo cual ayudó mucho a su fama y difusión. Cuando Dana visitó San Francisco de nuevo en 1859 fue recibido como una persona célebre.

## Ediciones de 1869 y 1911
En 1869 Dana añadió un apéndice donde cuenta su visita a California tras la fiebre del oro, y su visita a algunos de los mismos lugares que visitó en su primer viaje. En 1911 su hijo añadió una introducción donde describía la historia posterior de los buques y algunas de las personas que aparecen en la historia.